# Batuana
Batuana is een geslacht van vlinders van de familie Uilen (Noctuidae), uit de onderfamilie Hadeninae.

## Soorten
- B. abbahoyegarana Laporte, 1983
- B. exspectata Laporte & Rougeot, 1981
- B. lobeliarum Laporte, 1976
- B. rougeoti Laporte, 1976